# Dimos Peristeri
Dimos Peristeri (Peristeri) är en kommun i Grekland.   Den ligger i prefekturen Nomarchía Athínas och regionen Attika, i den sydöstra delen av landet. Huvudstaden Aten ligger i Dimos Peristeri. Antalet invånare är 139 981.